# Aloe estevei
Aloe estevei ist eine Pflanzenart der Gattung der Aloen in der Unterfamilie der Affodillgewächse (Asphodeloideae). Das Artepitheton estevei ehrt einen ungenannten Freund des Erstbeschreibers, der ihn während seiner Forschungsreise nach Madagaskar begleitete.

## Beschreibung

### Vegetative Merkmale
Aloe estevei wächst stammbildend und verzweigt von der Basis aus. Die Stämme sind 1,2 bis 2 Zentimeter dick. Sie erreichen eine Höhe von 30 bis 50 Zentimeter oder werden niederliegend 120 bis 150 Zentimeter lang. Unterhalb der Stammspitze sind nur einige trockene Blätter ausdauernd. Die 15 bis 30 lanzettlich-zugespitzten Laubblätter bilden lockere Rosetten. Ihre leuchtend grüne Blattspreite ist 22 bis 28 Zentimeter lang und 1,2 Zentimeter breit. Die deltoiden, gelben Zähne am gelblichen bis blassrosafarbenen Blattrand sind klein und stehen 6 bis 10 Millimeter voneinander entfernt. Die Blattscheiden sind 2 bis 2,5 Zentimeter lang.

### Blütenstände und Blüten
Der Blütenstand ist einfach oder besteht aus ein bis drei Zweigen. Er erreicht eine Länge von 35 bis 45 Zentimeter. Die ziemlich lockeren Trauben bestehen aus 25 bis 35 Blüten. Die Brakteen weisen eine Länge von 3 bis 5 Millimeter auf. Die zylindrischen Blüten stehen an 15 bis 20 Millimeter langen Blütenstielen. Die Blüten sind 10 Millimeter lang. Auf Höhe des Fruchtknotens weisen die Blüten einen Durchmesser von 5 Millimeter auf. Die Staubblätter und der Griffel ragen kaum aus der Blüte heraus.

## Systematik und Verbreitung
Aloe estevei ist auf Madagaskar auf Granit in Höhen von 1200 Metern verbreitet. Die Art ist nur vom Typusfundort bekannt.
Die Erstbeschreibung durch Norbert Rebmann wurde 2008 veröffentlicht.

## Nachweise